# ランス・パーシヴァル
ランス・パーシヴァル（Lance Percival、1933年7月26日 - 2015年1月6日）は、イギリスの俳優。

## 出演作品
- ホリデー・キャンプ
- 暁の出撃
- ビートルズ／イエロー・サブマリン
- レッツ・ゴー！ハーマンズ・ハーミッツ
- 燃える戦場
- 黄色いロールス・ロイス
- 予期せぬ出来事